# Trebiñu
Trebiñu (en castellà i oficialment, Treviño) és un municipi pertanyent administrativament a la província de Burgos, a Espanya, tot i que es troba històricament a Àlaba, al País Basc, formant un enclavament.
Forma amb el municipi d'Argantzun l'enclavament de Trebiñu.

## Evolució administrativa
El municipi pertany al partit judicial de Miranda, a la comarca del Ebro de la província de Burgos, Espanya. A la fi del segle xviii formava part del partit de Miranda de Ebro i estava format per la vila de Trebiñu i les seves quatre quadrilles: 
- Cuadrilla de Abajo.
- Cuadrilla de Río Somoayuda.
- Cuadrilla de Val de Lauri.
- Cuadrilla de Val de Tobera.

Com a pobles sols figuraven les viles d'Añastro, Pariza i Saseta, que van formar municipis independents al final de l'Antic Règim. Entre el cens de 1857 i l'anterior, creix el terme del municipi perquè incorpora Pariza i Saseta. Entre el cens de 1930 i l'anterior, creix el terme del municipi perquè incorpora Añastro.

## Història
En la pedania de Laño encara es poden veure les coves artificials que van ser habitades per ermitans fa més de mil cinc-cents anys. El conjunt de Las Gobas conserva gravats de figures d'animals i inscripcions. La fundació oficial de Treviño es va realitzar en 1161 pel rei de Navarra Sanç VI el Savi, encara que el 1200 passa a poder de Castella després de la victòria que el rei castellà Alfons VIII va obtenir en la guerra que va mantenir contra el rei navarrès, sent des d'aquest moment Trebiñu una part més de Castella fins a l'actualitat.
En estar en un encreuament de camins durant l'edat mitjana, es va desenvolupar una aljama jueva pròspera. Sáseta és un dels llogarets que abans es va desenvolupar, en estar en l'entrada del "Camí del Vi i el Peix" (Camí ral que comunicava les valls de l'Ebre amb la costa cantàbrica) en el Comtat. El 8 d'abril de 1366, Enric II de Trastámara va concedir Pedro Manrique, com a pagament als serveis prestats, la vila de Treviño de Uda amb totes les seves llogarets i termes, pel que la comarca passa de ser zona de realengo a zona de senyoria.
Un besnet de Pedro, Diego Gómez Manrique, va rebre del rei Joan II de Castella el 1453 el títol de Comte de Treviño. Un fill d'aquest, Pedro Manrique de Lara, va rebre dels Reis Catòlics el títol de Duc de Nájera (títol que avui dia detenen). En el segle xvi els Comtes de Treviño, que eren ja des de 1483 Ducs de Nájera, van construir el seu palau, avui dia ajuntament de la Vila.

## Demografia
| 1842 |  | 1857 |  | 1860 |  | 1877 |  | 1887 |  | 1897 |  | 1900 |  | 1910 |  | 1920 |  | 1930 |  | 1940 |  | 1950 |  | 1960 |  | 1970 |  | 1981 |  | 1991 |  | 2001 |
| ---- |  | ---- |  | ---- |  | ---- |  | ---- |  | ---- |  | ---- |  | ---- |  | ---- |  | ---- |  | ---- |  | ---- |  | ---- |  | ---- |  | ---- |  | ---- |  | ---- |
| 1940 |  | 4440 |  | 4393 |  | 3865 |  | 3801 |  | 3684 |  | 3701 |  | 3622 |  | 3694 |  | 3946 |  | 3729 |  | 3554 |  | 2926 |  | 2182 |  | 1346 |  | 907  |  | 1139 |

1987: 1.109 habitants.
1991: 1.035 habitants.
1995: 910 habitants.
1999: 915 habitants.
2003: 1127 habitants.
2005: 1345 habitants.

## Política
Les eleccions municipals de 2007 van donar, en el municipi de Trebiñu, cinc regidors al Partit Popular, quatre regidors a l'Agrupació Electoral Independent del Comtat de Treviño, un per al PSOE i un altre per a ANV.
El 8 de març de 1998 el veïnat del poble fou consultat sobre si caldria fer un referèndum vinculant per segregar el municipi de la província de Burgos i integrar-se a Àlaba, i un 67,4% s'hi va mostrar a favor.

## Pedanies
Per escassesa de veïnat i de béns, que impedia el normal desenvolupament de les seves funcions, en 1974 es formalitzen expedients de dissolució de les Juntes Veïnals d'Ajarte, Araico, Ascarza, Burgueta, Dordoniz, Grandival, Meana, Mesanza, Moscador, Pedruzo, Samiano, San Martín de Galvarín, San Vicentejo, Saseta i Zurbitu. Per aquella època la despoblació de Treviño estava al punt àlgid, amb Vitòria com a fagocitador del veïnat; i un darrere l'altre els pobles del disputat enclavament burgalès van anar caient, i així es convertiren en simples agregats de l'ajuntament trevinyès: 
- Aguillo
- Albaina
- Añastro
- Argote
- Arrieta (Burgos)
- Bajauri
- Busto de Treviño
- Cucho
- Doroño
- Franco
- Fuidio
- Golernio
- Imiruri
- Laño
- Marauri
- Muergas
- Obécuri
- Ocilla y Ladrera
- Ozana
- Pangua
- Pariza
- San Martín de Zar
- Saraso
- Taravero
- Torre
- Treviño
- Uzquiano
- Villanueva Tobera

## Pobles de Trebiñu que no són pedanies
- Ajarte
- Araico
- Arana
- Armentia
- Ascarza
- Burgueta
- Caricedo
- Dordóniz
- Grandival
- Meana
- Mesanza
- Moraza
- Moscador de Treviño
- Ochate
- Ogueta
- Pedruzo
- Samiano
- San Esteban de Treviño
- San Martín de Galvarín
- San Vicentejo
- Sáseta
- Zurbitu

## Llocs d'interès
-Boscos d'Obécuri i Bajauri.
-Parc natural de Izki, amb la massa més extensa d'Europa de roure rebollo.
-Congost del riu Ayuda: ruta des de Sáseta a Oquina; travessia Laño-Laguardia; travessia Aguillo-Ajarte pel mont Palogán.
-Viles de Pariza i Treviño; Cucho, amb rehabilitació i restauració de tots els seus edificis.
-Ermites romàniques: Sant Formerio, Sant Vicentejo, Ermita de Abaina, Ermita de Pariza,...
-Cuevas de Laño, d'origen medieval.

## Patrimoni Històric
- Conjunt Històric-Artístic de la Vila de Trebiñu, declarat el 28-09-1983.
- Coves de Laño, declarades el 23-06-1978.
- Coves Prehistòriques del "Montico" a Albaina, declarada el 21-08-1976.
- Ermita de la Purísima Concepción, a Sant Vicentejo, declarada l'11-03-1994.